# Associação Internacional de Geodesia
A Associação Internacional de Geodesia (português europeu) ou Associação Internacional de Geodésia (português brasileiro) - AIG (em inglês:  International Association of Geodesy - IAG) é uma organização internacional dedicada ao estudo da geodesia, com sede em Munique, Alemanha. 
A sua história data de 1862, ano no qual a "Mitteleuropäische Gradmessung" foi fundada. Esta organização foi formada para promover trabalhos científicos no âmbito da geodesia na Europa Central, segundo uma proposta de J.J. Baeyer, datada de 1861. Em 1867, o nome da organização passou a ser "Europäische Gradmessung", porque então muitos países da Europa aderiram. Em 1886, o nome mudou para "Internationale Erdmessung", destacando a internacionalização e cooperação internacional das tarefas da geodesia.
No seio da AIG há quatro comissões:
- Sistemas de referência
- Campo gravítico
- Geodinâmica e rotação da Terra
- Posicionamento e Aplicações